# Барыкино (Есиплевское сельское поселение)
Барыкино — деревня в Кольчугинском районе Владимирской области России, входит в состав Есиплевского сельского поселения.

## География
Деревня расположена в 8 км на запад от центра поселения села Есиплево и в 7 км на восток от райцентра города Кольчугино.

## История
В XIX — начале XX века деревня входила в состав Есиплевской волости Юрьевского уезда, с 1925 года — в составе Кольчугинской волости Александровского уезда. В 1859 году в деревне числилось 11 дворов, в 1905 году — 14 дворов, в 1926 году — 16 дворов.
С 1929 года деревня входила в состав Ульяниховского сельсовета Кольчугинского района, с 1940 года — в составе Беречинского сельсовета, с 1978 года — в составе Белореченского сельсовета, с 1984 года — в составе Раздольевского сельсовета, с 2005 года — в составе Есиплевского сельского поселения.

## Население
| 1859 | 1905 | 1926 | 2002 | 2010 | 2021 |
| ---- | ---- | ---- | ---- | ---- | ---- |
| 83   | ↘67  | ↗86  | ↘32  | ↘30  | ↘22  |